# Ljiljan
Ljiljan (liljan, lijer, lat. Lilium) je rod jednosupnica iz porodice ljiljani (Liliaceae), trajnica s lukovicom i nadzemnom stabljikom. Potječe iz Azije, Europe, Sjeverne Amerike. Postoji oko 90 vrsta. 

## Izgled
Podzemna stabljika je crepasta lukovica iz koje izlazi izbojak s pojedinačnim cvjetovima u štitastom cvatu. Naraste u visinu 50–100 cm. Boje ljiljana su: bijela, žuta, ružičasta, narandžasta i crvena. Plod je tobolac s 500 sjemenki. Cvjetovi su krupni, ljevkasti ili zvonoliki. Listići cvijeća su srasli ili djelomično slobodni, više ili manje savijeni unatrag.

Listovi su linearni, lancetasti, ovalni na stapkama ili sjedeći. Na gornjem dijelu stapke nema listova.

## Vrste
U Hrvatskoj su samonikle četiri vrste. Gorski ili lukovičasti ljiljan (Lilium bulbiferum) raste na gorskim travnjacima, ima uspravne ili stršeće narančaste do crvenonarančaste cvjetove. Kranjski ljiljan (Lilium carniolicum), ima viseće žute do narančaste cvjetove, nastanjuje gorske travnjake i svijetle šume i šikare. U šumama raste i ljiljan zlatan (Lilium martagon), s listovima u pršljenu na sredini stabljike. Njegovi mesnatocrveni listići ocvijeća svinuti su unatrag, a na unutrašnjoj strani imaju tamnije pjege. Sve su te tri vrste zakonom zaštićene. Bosanski ljiljan (Lilium bosniacum) endemična je biljka planinskih travnjaka Dinarskih planina.
Od davnina se kao ukrasna biljka uzgaja bijeli, gospin ili marijin ljiljan (Lilium candidum), podrijetlom s jugoistoka Balkana, iz Libanona i Izraela.
- Po obliku cvijeta ljiljani se dijele na dvije skupine:

1. Skupina: 
- trubasti cvjetovi ljevkastog oblika zašiljenih ili zaobljenih latica.
- skupina martagon - cvjetovi su viseći s unatrag savijenim cvjetnim laticama. Ima 6 prašnika na dugačkim drškama izvan cvijeta. Cvjetovi su u grozdu od 3-12 cvjetova.

2. Skupina: uključuje ostale karakteristike u 7 odjela:
- Azijske vrste i hibridi
- Lilium martagon i hibridi
- Marijin ljiljan (Lilium candidum)
- Američke vrste i hibridi
- Dugocvjetni ljljan (Lilium longiflorum)
- Trubasti ljiljan i hibridi
- Orijentalne vrste i hibridi

### Azijske vrste i hibridi
To su snažne biljke krupnih cvjetova i intenzivnih boja. Cvjetovi su uspravni, u svim tonovima. Uspijevaju u svim tlima.

### Dugocvjetni ljiljan (Lilium longiflorum)
Naraste do 90 cm. Cvijet je dug 13–18 cm, bijele boje, na jednoj stapci nalazi se nekoliko cvjetova turbastog oblika. Neotporan je na hladnoću. Cvate u prosincu, a koristi ga se samo za rez.

### Američke vrste i hibridi
Naraste od 150–180 cm. Ima 25 cvjetova u žutoj, narandžastoj i crvenoj boji sa smeđim ili crnim točkicama.

### Trubasti ljiljan i hibridi
Naziva se još i kraljevski ljiljan (Lilium regale). Cvjetovi su krupni, snažni i ugodnog mirisa, u cvatu ima do 30 cvjetova. Visina doseže 100 cm, boje hibrida su srebrnobijela, žuta, zlatnožuta, ružičasta, iznutra bijela, a izvana grimizno nijansirana.

### Orijentalne vrste i hibridi
To su svi hibridi nastali križanjem vrsta koje potječu iz Japana: zlatni ljiljan, japanski ljiljan i niski ljiljan.

### Popis vrsta
1. Lilium akkusianum Gämperle
2. Lilium albanicum Griseb.
3. Lilium amabile Palib.
4. Lilium amoenum E.H.Wilson ex Sealy
5. Lilium apertum Franch.
6. Lilium arboricola Stearn
7. Lilium armenum (Miscz. ex Grossh.) Manden.
8. Lilium auratum Lindl.
9. Lilium bakerianum Collett & Hemsl.
10. Lilium basilissum (Farrer ex W.E.Evans) Y.D.Gao
11. Lilium bolanderi S.Watson
12. Lilium bosniacum (Beck) Fritsch
13. Lilium brevistylum (S.Yun Liang) S.Yun Liang
14. Lilium brownii F.E.Br. ex Miellez
15. Lilium bulbiferum L.
16. Lilium callosum Siebold & Zucc.
17. Lilium canadense L.
18. Lilium candidum L.
19. Lilium carniolicum Bernh. ex W.D.J.Koch
20. Lilium catesbaei Walter
21. Lilium cernuum Kom.
22. Lilium chalcedonicum L.
23. Lilium ciliatum P.H.Davis
24. Lilium columbianum Leichtlin
25. Lilium concolor Salisb.
26. Lilium davidii Duch. ex Elwes
27. Lilium debile Kittlitz
28. Lilium distichum Nakai ex Kamib.
29. Lilium duchartrei Franch.
30. Lilium × elegans Thunb.
31. Lilium eupetes J.M.H.Shaw
32. Lilium fargesii Franch.
33. Lilium floridum J.L.Ma & Yan J.Li
34. Lilium formosanum A.Wallace
35. Lilium georgei (W.E.Evans) Sealy
36. Lilium gongshanense (Y.D.Gao & X.J.He) Y.D.Gao
37. Lilium grayi S.Watson
38. Lilium hansonii Leichtlin ex D.D.T.Moore
39. Lilium henrici Franch.
40. Lilium henryi Baker
41. Lilium humboldtii J.H.Krelage
42. Lilium iridollae M.G.Henry
43. Lilium jankae A.Kern.
44. Lilium japonicum Thunb. ex Houtt.
45. Lilium kelleyanum Lemmon
46. Lilium kelloggii Purdy
47. Lilium kesselringianum Miscz.
48. Lilium lancifolium Thunb.
49. Lilium lankongense Franch.
50. Lilium ledebourii (Baker) Boiss.
51. Lilium leichtlinii Hook.f.
52. Lilium leucanthum (Baker) Baker
53. Lilium longiflorum Thunb.
54. Lilium lophophorum (Bureau & Franch.) Franch.
55. Lilium mackliniae Sealy
56. Lilium maculatum Thunb.
57. Lilium maritimum Kellogg
58. Lilium martagon L.
59. Lilium matangense J.M.Xu
60. Lilium medeoloides A.Gray
61. Lilium medogense S.Yun Liang
62. Lilium meleagrina (Franch.) Y.D.Gao
63. Lilium michauxii Poir.
64. Lilium michiganense Farw.
65. Lilium monadelphum Adams
66. Lilium nanum Klotzsch
67. Lilium nepalense D.Don
68. Lilium nobilissimum (Makino) Makino
69. Lilium occidentale Purdy
70. Lilium oxypetalum (D.Don) Baker
71. Lilium papilliferum Franch.
72. Lilium paradoxum Stearn
73. Lilium pardalinum Kellogg
74. Lilium pardanthinum (Franch.) Y.D.Gao
75. Lilium parryi S.Watson
76. Lilium parvum Kellogg
77. Lilium pensylvanicum Ker Gawl.
78. Lilium philadelphicum L.
79. Lilium philippinense Baker
80. Lilium pinifolium L.J.Peng
81. Lilium poilanei Gagnep.
82. Lilium polyphyllum D.Don
83. Lilium pomponium L.
84. Lilium ponticum K.Koch
85. Lilium primulinum Baker
86. Lilium procumbens Aver. & N.Tanaka
87. Lilium puerense Y.Y.Qian
88. Lilium pumilum Redouté
89. Lilium pyi H.Lév.
90. Lilium pyrenaicum Gouan
91. Lilium pyrophilum M.W.Skinner & Sorrie
92. Lilium regale E.H.Wilson
93. Lilium rhodopeum Delip.
94. Lilium rockii R.H.Miao
95. Lilium rosthornii Diels
96. Lilium rubellum Baker
97. Lilium rubescens S.Watson
98. Lilium saluenense (Balf.f.) S.Yun Liang
99. Lilium sargentiae E.H.Wilson
100. Lilium sealyi Y.D.Gao
101. Lilium sempervivoideum H.Lév.
102. Lilium sherriffiae Stearn
103. Lilium × shimenianum S.S.Ying
104. Lilium souliei (Franch.) Sealy
105. Lilium speciosum Thunb.
106. Lilium stewartianum Balf.f. & W.W.Sm.
107. Lilium sulphureum Baker ex Hook.f.
108. Lilium superbum L.
109. Lilium synapticum (Sealy) Y.D.Gao
110. Lilium szovitsianum Fisch. & Avé-Lall.
111. Lilium taliense Franch.
112. Lilium tenii H.Lév.
113. Lilium tianschanicum N.A.Ivanova ex Grubov
114. Lilium tsingtauense Gilg
115. Lilium ukeyuri Veitch ex R.Hogg
116. Lilium wallichianum Schult. & Schult.f.
117. Lilium wardii Stapf ex F.C.Stern
118. Lilium washingtonianum Kellogg
119. Lilium yapingense Y.D.Gao & X.J.He

## Razmnožavanje
- generativno: sjemenom
- vegetativno:

1. odvajanje mladih od starih lukovica (u rujnu, listopadu i travnju)

2. odvajanjem ovojnih ljusaka (odvajaju se cijele godine)

3. zračne lukovice (skidaju se male lukovice sa stapke i sade, za tri godine razvijaju se snažne lukovice)

## Primjena
Ljiljan je solitarna biljka (zbog svoje ljepote i veličine). Sadi se u kućne vrtove, parkove i koristi ga se kao rezano cvijeće.

## Galerija
- Lilium bulbiferum
- Lilium regale, pupoljak
- Lilium distichum
- Lilium kelloggii
- Lilium superbum
- Lilium duchartei
- Lilium regale
- Lilium 'Matrix'